# Senarica
Senarica je vesnice s asi 300 obyvateli, která je součástí obce (comune sparso) Crognaleto v italském kraji Abruzzo. Nachází se v pohoří Střední Apeniny na ostrohu nad řekou Vomano, vyznačuje se množstvím historických kamenných staveb.

## Historie
Senarica je ojedinělá tím, že byla po dobu více než čtyř století nezávislou republikou, kterou tvořila spolu se sousední vesnicí Poggio Umbricchio. Toto privilegium jí udělila neapolská královna Johana I. roku 1343 a Senarica patřila s rozlohou 0,04 km² a necelou stovkou obyvatel k nejmenším samostatným státům na světě. Jejím symbolem byl zlatý prapor se znakem, na němž byl v černém poli bílý lev držící hada. Senarica byla spojencem Benátčanů, od nichž převzala republikánské řízení s voleným dóžetem jako hlavou státu, od té doby se v místním nářečí objevují četné benátské výrazy. Nezávislost Senaricy skončila roku 1796 v důsledku napoleonských válek.